# Stefano Piccardo
Stefano Piccardo (Genova, 6 marzo 1971) è un ex pallanuotista e allenatore di pallanuoto italiano, allenatore della squadra maschile dell'Ortigia.

## Carriera
Nel corso della ventennale carriera di centroboa, iniziata alla SSN Mameli di Voltri, indossò diverse calottine tra le quali quelle di Pro Recco, Rari Nantes Arenzano, Nervi, AN Brescia e Nizza.

## Palmarès

### Giocatore
- Campionato italiano: 1

Brescia: 2002-03
- Coppe Italia: 1

Rari Nantes Arenzano: 1987-88
- LEN Cup Winners' Cup: 1

Rari Nantes Arenzano: 1988-89
- LEN Euro Cup: 1

Brescia: 2002-03
- Campionato francese: 2

Nizza: 2000-01, 2001-02
- Coupe de France: 2

Nizza: 2000-01, 2001-02

### Allenatore
- Campionato italiano maschile U-17: 1

Rari Nantes Imperia: 2005-2006
- Campionato italiano Under-20: 3

Associazione Sportiva Como Nuoto: 2011-2012
Circolo Canottieri Ortigia: 2020-2021, 2021-2022
- Serie B: 1

Rari Nantes Imperia: 2009-2010
- Serie A2: 3

Rari Nantes Imperia: 2010-2011
Associazione Sportiva Como Nuoto: 2012-2013
Pallanuoto Trieste: 2014-2015